# Liste von Persönlichkeiten der Stadt Craiova

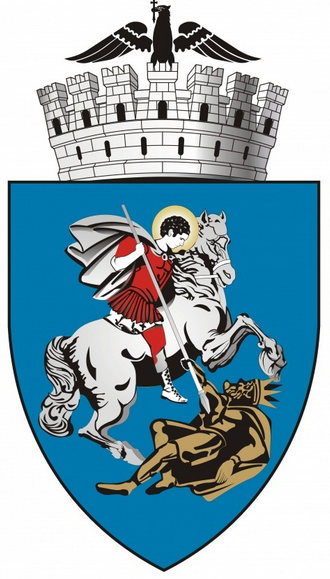
Wappen der Stadt Craiova

Die folgende Liste enthält Personen, die in der rumänischen Stadt Craiova (historisch auch Krajowa) geboren wurden. Die Liste erhebt keinen Anspruch auf Vollständigkeit.

## In Craiova geborene Persönlichkeiten

### Ab 1800

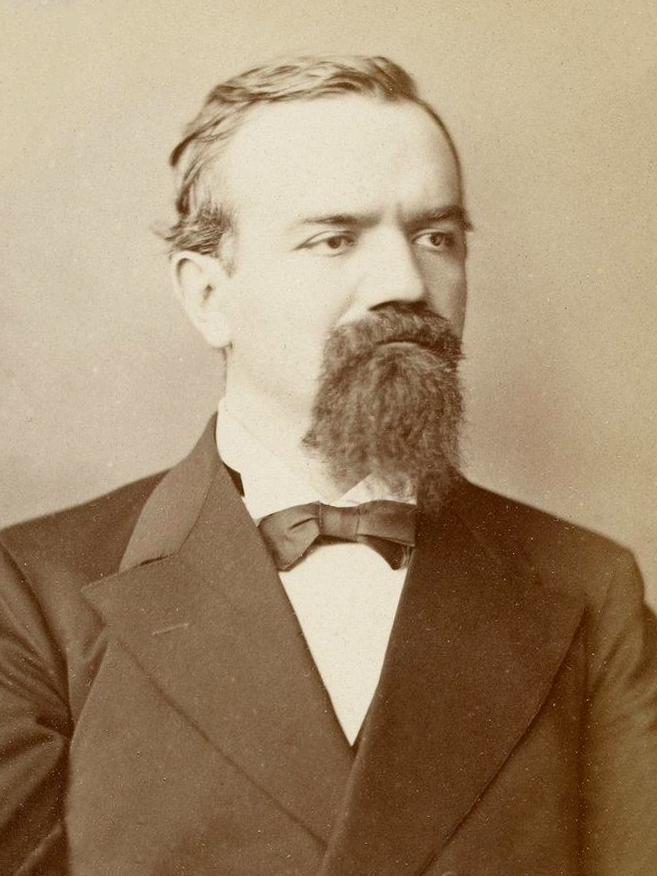
Titu Maiorescu

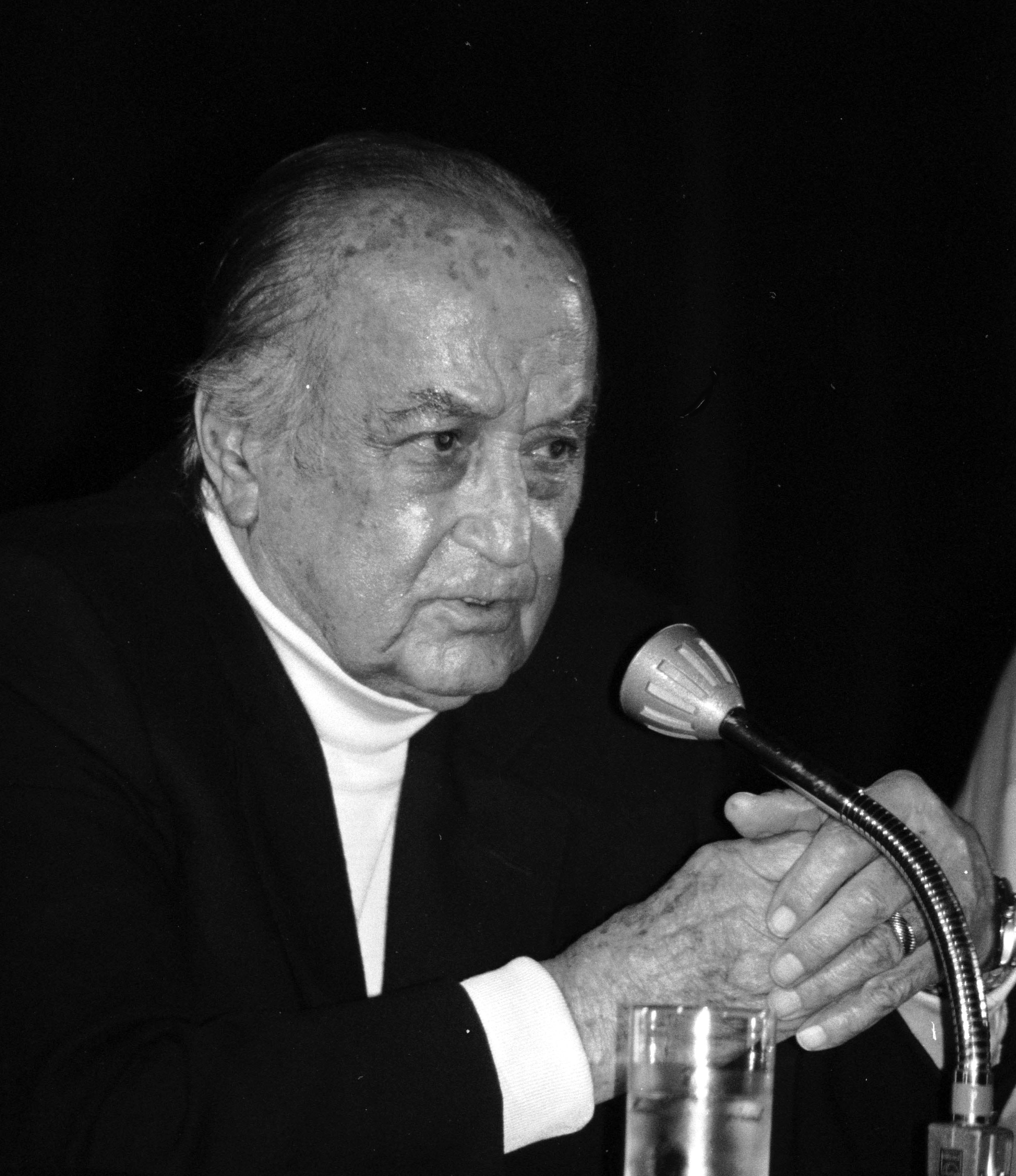
Jean Negulesco

- Grégoire Bibesco Bassaraba de Brancovan (1827–1886), französisch-rumänischer Prinz aus der Familie Brâncoveanu
- Titu Maiorescu (1840–1917), Schriftsteller, Ministerpräsident Rumäniens
- Alexandru Macedonski (1854–1920), Schriftsteller
- Nicolae Vasilescu-Karpen (1870–1964), Physiker
- Constantin Argetoianu (1871–1955), Politiker, Ministerpräsident Rumäniens
- Francisc Șirato (1877–1953), Maler
- Nicolae Titulescu (1882–1941), Diplomat, Präsident der Liga der Vereinten Nationen (1930–1931)[1]
- George Simonis (1885–1971), Komponist und Musikpädagoge
- Gheorghe Tătărescu (1886–1957), Ministerpräsident und Außenminister
- Corneliu Teodorini (1893–1976), General
- Sever Burada (1896–1968), Maler der rumänischen Schule
- Jean Negulesco (1900–1993), US-amerikanischer Maler und Regisseur rumänischer Abstammung

### 1901 bis 1960

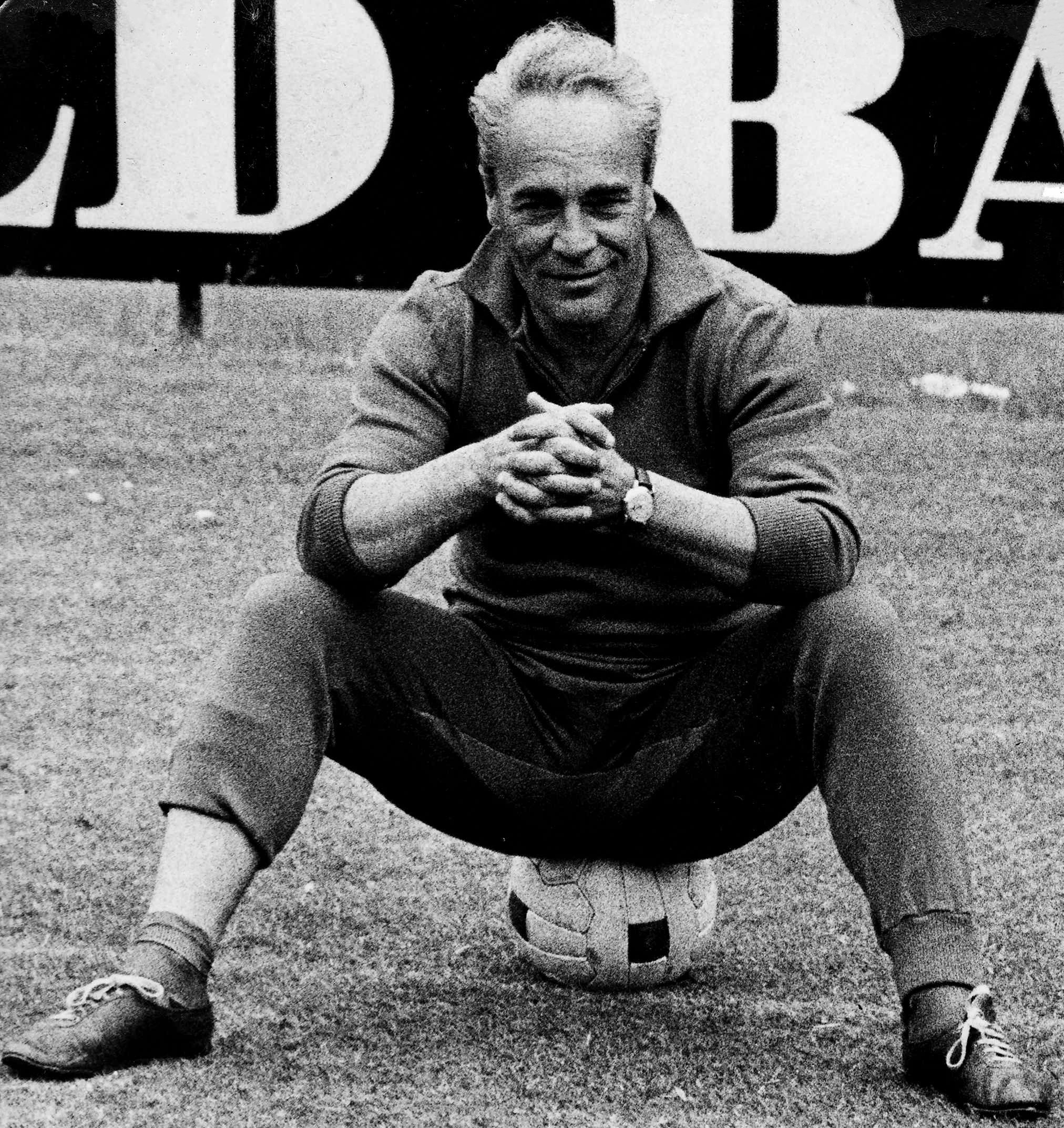
Silviu Ploeșteanu

- Elizza La Porta (1902–1997), Schauspielerin
- Corneliu Baba (1906–1997), Maler
- Marcel Anghelescu (1909–1977), Schauspieler
- Ion Țuculescu (1910–1962), Maler[2]
- Silviu Ploeșteanu (1913–1969), Fußballspieler und -trainer
- Lola Bobesco (1921–2003), Musikerin
- Petre Mihai Bănărescu (1921–2009), Ichthyologe
- Angelo Niculescu (1921–2015), Fußballspieler und -trainer
- Nicolae Zamfir (1944–2022), Fußballtrainer
- Despina Petecel-Theodoru (* 1949), Musikwissenschaftlerin
- Florența Crăciunescu (1955–2008), Leichtathletin
- Sorin Lerescu (* 1953), Komponist
- Nicolae Ungureanu (* 1956), Fußballspieler und -trainer
- Maria Radu (* 1959), Mittelstreckenläuferin
- Adrian Bumbescu (* 1960), Fußballspieler

### 1961 bis 1990
- Marius Daniel Popescu (* 1963), Schriftsteller
- Emil Săndoi (* 1965), Fußballspieler
- Pavel Badea (* 1967), Fußballspieler

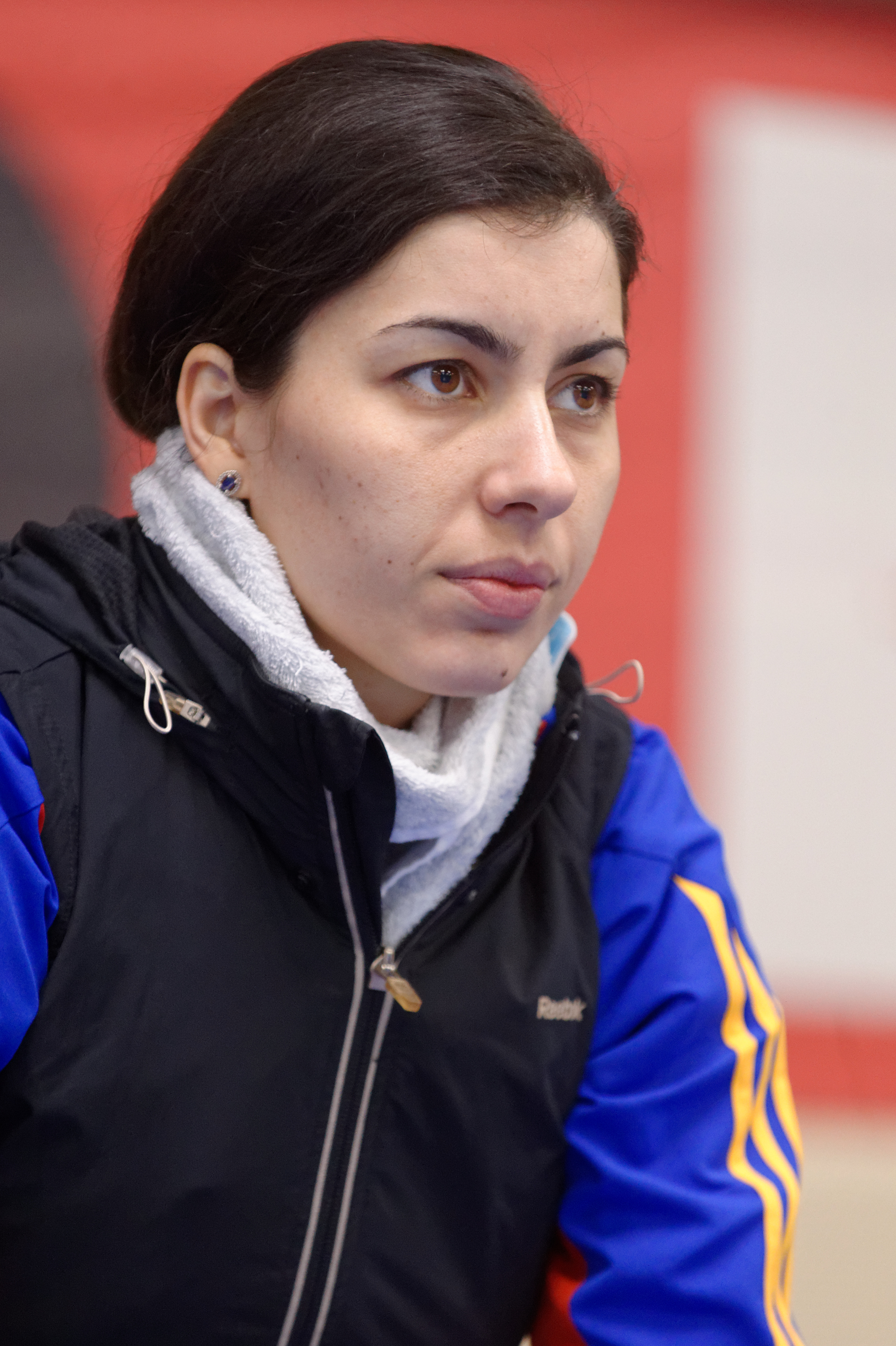
Loredana Dinu

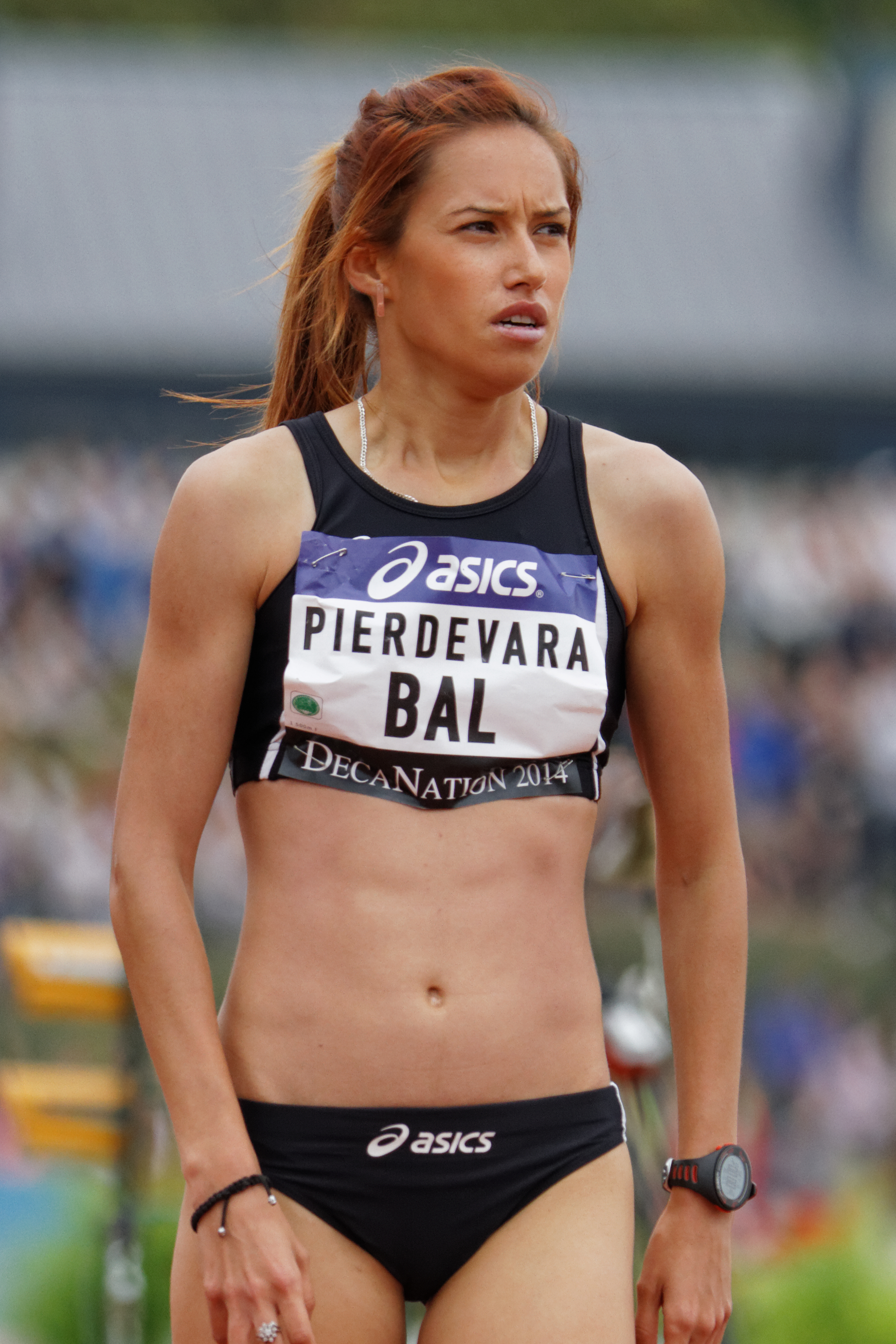
Florina Ștefana

- Ovidiu Stîngă (* 1972), Fußballspieler und -trainer
- Gabriel Popescu (* 1973), Fußballspieler
- Adrian Ilie (* 1974), Fußballspieler
- Sabin Ilie (* 1975), Fußballspieler
- Cristina Grosu (* 1976), Mittel- und Langstreckenläuferin
- Claudiu Răducanu (* 1976), Fußballspieler
- Robert Vancea (* 1976), Fußballspieler
- Sebastian Colțescu (* 1977), Fußballschiedsrichter
- Claudia Ștef (* 1978), Geherin
- Mihaela Neacșu (* 1979), Mittelstreckenläuferin
- Ionuț Rada (* 1982), Fußballspieler
- Loredana Dinu (* 1984), Fechterin
- Valentin Marian Ghionea (* 1984), Handballspieler
- Alex Velea (* 1984), Sänger und Schauspieler[3]
- Florin Mergea (* 1985), Tennisspieler
- Alin Lițu (* 1986), Fußballspieler
- Ștefan Bărboianu (* 1988), Fußballspieler
- Constantin Grecu (* 1988), Fußballspieler
- Valerică Găman (* 1989), Fußballspieler
- Silviu Lung Jr. (* 1989), Fußballspieler
- Ionela Peşu (* 1989), Fußballschiedsrichterin
- Florina Ștefana (* 1990), Mittelstreckenläuferin
- Lucian Filip (* 1990), Fußballspieler

### Ab 1991

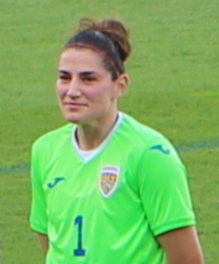
Andreea Părăluță

- Markus Frohnmaier (* 1991), deutscher Politiker
- Alin Buleică (* 1991), Fußballspieler
- Adela Liculescu (* 1993), klassische Pianistin
- Oana Radu (* 1993), Pop-Sängerin
- Andreea Părăluță (* 1994), Fußballnationalspielerin
- Roxana Ene (* 1995), Sprinterin
- Ioana Loredana Roșca (* 1996), Tennisspielerin
- Radu Boboc (* 1999), Fußballspieler